# Alexandre Nicolas Théroude

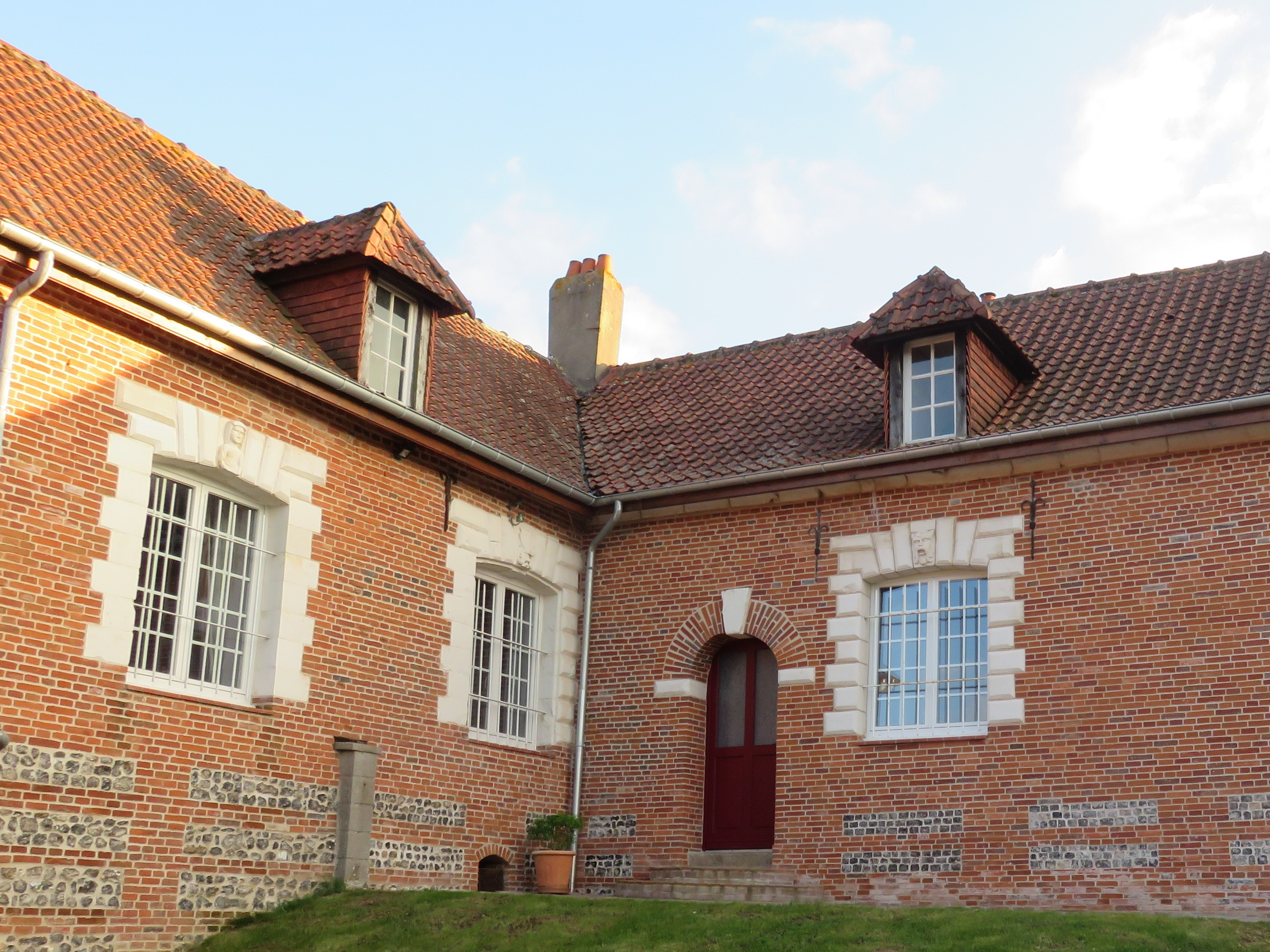
Maison natale d'Alexandre Nicolas Théroude.

Alexandre Nicolas Théroude, né le 25 février 1807 à Saint-Pierre-en-Val et mort le 25 février 1883 à Gentilly, jour de ses 76 ans, est un fabricant de jouets et d’automates français.
Il figure parmi les plus grands noms de constructeurs d’automate, aux côtés de Phalibois, Roullet-Decamps, Lambert et Vichy et ses créations enrichissent aujourd’hui les collections des musées,, et collections privées à travers le monde.

## Biographie
Arrivé à Paris en 1823, à l’âge de seize ans, Théroude devint l’associé, en 1828, d’un certain M. Varin, dans une boutique de jouets que tous deux tenaient au 12 rue Tiquetonne. En 1831, Théroude s’installe à son compte au 257 de la rue Saint-Denis. Ayant épousé, le 8 mai 1832, Adélaïde Elisabeth Bassot, la dot de 18 000 francs de la jeune mariée permit à son mari de démarrer son entreprise sur de bonnes bases.
Une bonne partie de son commerce consistait à vendre des jouets en gros, dont certains articles importés d’Allemagne et de régions qui produisaient de très grandes quantités de jouets plutôt rudimentaires à peu de frais. C’est néanmoins à cette époque que Théroude commença à fabriquer lui-même des jouets. Fabricant des automates et des oiseaux chanteurs, il fut le premier à fixer le dispositif d’animation à l’intérieur du corps, produisant des pièces qui seront exposées jusqu’à Londres. Il fabriqua un bébé de grande taille parlant et pleurant. Ayant déménagé du 257 au 217 de la rue Saint-Denis, en 1835, il se déclare en faillite, cinq ans plus tard, en 1840, sans doute à cause de la crise qui, à la suite de la Révolution de 1830, avait particulièrement affecté les industries du luxe parisiennes. La lenteur des affaires et l’insolvabilité de plusieurs de ses débiteurs lui avaient fait perdre 30 000 francs. 

Pionnier du jouet automatique, il a déposé, le 23 juillet 1852 un brevet pour un genre d’automates à musique, assis sur un siège et fonctionnant seuls grâce à un système de soufflets. En 1855, il remportera une médaille de première classe à l’Exposition universelle :

« Dans un but moins élevé, M. Théroude s’est fait l’imitateur heureux de Vaucanson ; il a appliqué la mécanique à la fabrication de ces petits automates destinés à l’amusement de l’enfance. Certaines parties de son exposition le mettaient presque à la hauteur de son illustre modèle : ses animaux de grandeur naturelle, ses singes joueurs de violon particulièrement, exécutaient, de manière à faire illusion, tous les mouvements caractéristiques de leur espèce. Si ces pièces remarquables étaient à prix élevés, en revanche les nombreux et jolis jouets à ressorts de M. Théroude atteignaient le bon marché voulu pour l’exportation. »

 Il est présent à nouveau à l’Exposition universelle de 1867 : 

« On ne peut nier que c’est la mécanique qui excite surtout l’admiration des visiteurs à l’Exposition universelle. Le génie du siècle est là triomphant. […] la foule qui intercepte le passage autour de la boutique pittoresque où le fabricant de jouets de la rue de Montmorency, M. Théroude, expose, lui aussi, ses petits chefs-d’œuvre animés par un invisible ressort : son écureuil qui court autour d’un large bassin de cuivre, ses pantins qui dansent le menuet, son singe qui fait la grimace, son serin qui voltige dans sa cage, son acrobate muni d’un balancier, son Espagnol vêtu de soie qui, armé de deux raquettes, joue tout seul au volant, etc. Rappelez-vous, si vous n’êtes pas père, que vous avez été enfant, et qu’un théâtre de marionnettes vous procurait les mêmes émotions que vous éprouvez aujourd’hui à l’orchestre de la Comédie-Française. Soyez indulgent pour les badauds qui font le succès de l’exposition de M. Théroude, soyez-le pour M. Théroude lui-même, ce confrère d’un des héros des Contes de Noël, de Dickens, le bon père de Berthe l’aveugle. Et d’ailleurs, les produits de M. Théroude peuvent faire mieux que d’amuser le marmot qui en recevra un pour sa fête ou ses étrennes ; ils peuvent réveiller en lui l’instinct de sa vocation, lui inspirer l’ambition de rivaliser avec James Watt, Richard Arkwright, Hargreaves ou Kay. »

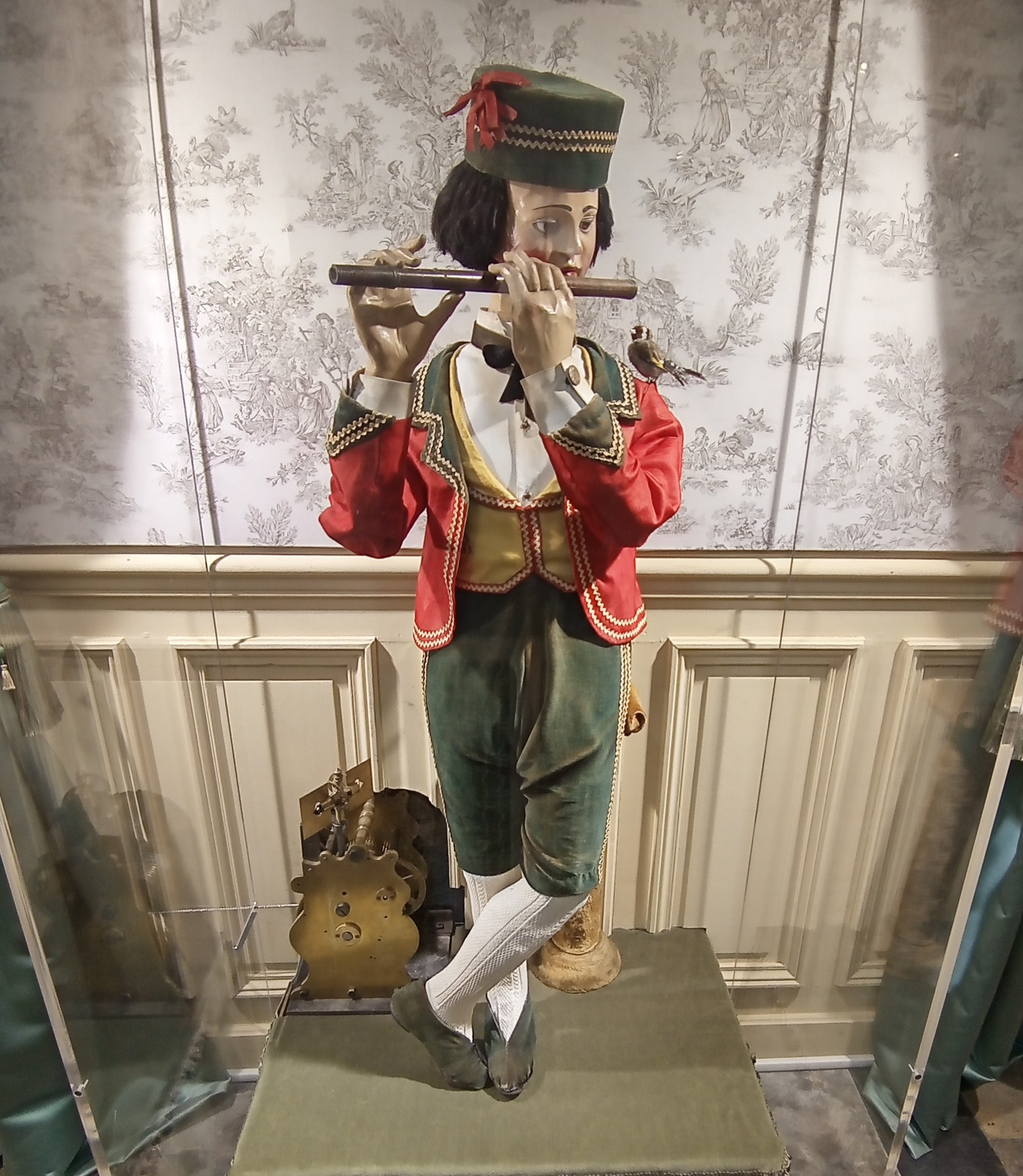
Le flutiste et l'oiseau musée Lombart de Doullens

L’extravagance de ses figures indépendantes le conduira, une deuxième fois, à la faillite, le 14 janvier 1878,.  
Les automates
Il n'existe plus que huit exemplaires du joueur de flûte dans le monde. Un en Suisse, un aux Pays Bas, deux en Russie, deux aux Etats-Unis, et deux en France. Celui qui appartient au Mucem (Marseille, France) a été restauré à Toulouse par Philippe Crasse et Eve Chaillat (atelier Le Ludion) en 2013.
Le flûtiste à l'oiseau est exposé au musée Lombart à Doullens. Il a été restauré par Klaus Lorenz, qui gère le musée des automates de Souillac dans le Lot (on peut le voir fonctionner tous les quinze jours, le dimanche)  

### Famille
Veuf depuis 1871, il aura par la suite deux filles nées de sa relation avec Marie Stéphanie Boudinot : Hélène née à Paris 10e le 22 juin 1874 et Marie Léonie née à Paris 3e le 27 mai 1876. En 1877, âgé de soixante-dix ans, il régularise cette union en épousant Marie Stéphanie Boudinot. Il a une troisième fille, Angèle, née dans 3e arrondissement le 18 août 1878. Sa seconde fille Marie Léonie meurt en bas âge le 12 mars 1880 à Paris 12e. Il demeure à cette date au 143, rue Oberkampf, dans le 11e arrondissement de la capitale. Quant à Hélène, l'aînée de ses filles, elle meurt célibataire à Paris 13e le 26 septembre 1940. Lorsque Angèle se marie en 1898, son père est déjà décédé.

## Crédit
- Cet article est partiellement ou en totalité issu de l'article intitulé « Saint-Pierre-en-Val » (voir la liste des auteurs).